# Sauber C8
Sauber C8 är en sportvagn, tillverkad av den schweiziska racerbiltillverkaren Sauber mellan 1985 och 1986.

## Bakgrund
Schweizaren Peter Sauber hade tillverkat mindre tävlingsbilar i drygt tio år när han i början av åttiotalet slog på stort och började bygga sportvagnsprototyper för Grupp C i sportvagns-VM. Först köpte man motorer från Cosworth, sedan från BMW. Från 1985 använde man Mercedes-Benz som motorleverantör. Det var första gången på trettio år som Mercedes engagerade sig i motorsport på den nivån.

## Utveckling
C8:n var en vidareutveckling av Saubers tidigare Grupp C-bilar. Den hade ett, för sportvagnar, konventionellt chassi med en självbärande monocoque av aluminium runt sittbrunnen, som även bar upp framvagnen. Baktill fanns en hjälpram av stål, som bar upp motor och bakvagn. Motorn hämtades från Mercedes-Benz S-Klasse. Den försågs med dubbla turboaggregat, men FIA:s begränsning av bränsleförbrukningen höll nere effektuttaget. Motorn hade till att börja med problem med tillförlitligheten, men dessa löstes med tiden.

## Tekniska data
| Tekniska data               | C8                                                               |
| --------------------------- | ---------------------------------------------------------------- |
| Motor:                      | Mittmonterad 8-cylindrig V-motor med turbo                       |
| Cylindervolym:              | 4973 cm³                                                         |
| Borrning x slaglängd:       | 96,5 x 85,0 mm                                                   |
| Max effekt vid varvtal:     | 700 hk vid 7 000 v/min                                           |
| Max vridmoment vid varvtal: | 800 Nm vid 5 500 v/min                                           |
| Ventilstyrning:             | En överliggande kamaxel per cylinderrad, 2 ventiler per cylinder |
| Bränslesystem:              | Bosch bränsleinsprutning                                         |
| Växellåda:                  | 5-växlad manuell                                                 |
| Hjulupphängning fram & bak: | Dubbla tvärlänkar, skruvfjädrar, krängningshämmare               |
| Bromsar:                    | Hydrauliska skivbromsar                                          |
| Chassi & kaross:            | Självbärande lättmetallmonocoque                                 |
| Hjulbas:                    | 270 cm                                                           |
| Torrvikt:                   | 870 kg                                                           |
| Toppfart:                   | 370 km/h                                                         |

## Tävlingsresultat

### Sportvagns-VM 1985
C8:n debuterade på Le Mans 24-timmars 1985. Bilen kraschade redan på träningen. Det blev enda loppet som stallet ställde upp i under säsongen, innan man drog sig tillbaka för att förbättra bilen.

### Sportvagns-VM 1986
1986 var Sauber tillbaka och körde en komplett säsong. Vid Nürburgring 1000 km tog Mike Thackwell och Henri Pescarolo första segern med bilen.
Stallet slutade sexa i VM.